# Julián Santero
Julián Emmanuel Santero (Guaymallén, Provincia de Mendoza; 21 de octubre de 1993) es un piloto argentino de automovilismo. Compitió en diferentes categorías de automovilismo, destacándose sus participaciones en la Fórmula Renault Argentina, TC2000, Súper TC2000, Turismo Nacional y las distintas divisiones de la Asociación Corredores de Turismo Carretera.
Fue campeón de Fórmula Renault y subcampeón de TC 2000 en el año 2013, mientras que en Súper TC2000 debutó en el año 2014. Compitió también en la Clase 3 del Turismo Nacional, donde debutó en 2015. En esta misma temporada ingresó al TC Mouras de la ACTC, donde obtuvo su segundo título a nivel nacional y el primero en automóviles de turismo.
En 2016 se produjo su doble debut en TC Pista (donde disputó el torneo a tiempo completo) y en Turismo Carretera. En esta última categoría, ingresó gracias a una invitación cursada por el piloto uruguayo Mauricio Lambiris, para la competencia especial de los 500 km de Olavarría.
Tras su paso por el TC Pista, ascendió de manera definitiva al Turismo Carretera en el año 2017, donde al comando de un Torino Cherokee del Coiro Dole Racing arrancó la temporada conquistando su primera victoria, el 19 de febrero en el Autódromo Ciudad de Viedma.

## Carrera
Nacido en Guaymallén, Provincia de Mendoza, Santero inició su carrera deportiva a los seis años, compitiendo en kartings de la divisional Sthil, categoría de la que obtuviese su primer campeonato en el año 2001. Tras este torneo, hilvanaría una sucesión de campeonatos que incluían categorías pre juniors, juniors y seniors, desde 2002 a 2009. Estos pergaminos le valdrían la posibilidad de experimentar sus primeras pruebas sobre monoplazas en la República de Chile, donde debutó en 2008 en la Fórmula 3 Chilena, con 14 años.
Tras su paso por el exterior, Santero retornaría a su país para debutar en la categoría Fórmula Renault Plus, de la cual tuvo el honor de ser su campeón en 2010, de manera anticipada. Tras este triunfo, ascendería de divisional al año siguiente, pasando a la Fórmula Renault 2.0 Argentina, categoría en la que competiría tres años, alcanzando el subcampeonato de 2012.
Finalmente, tras confirmarse su participación en la Fórmula Renault por un año más, en 2013 es convocado por el equipo Vitelli Competición del «joven» TC 2000. En esta temporada, Santero competiría tanto en Fórmula Renault, compitiendo para el equipo Gabriel Werner Competición, como en TC 2000 con un Renault Mégane II. Finalmente, al terminar la temporada y en forma anticipada, se termina consagrando Campeón Argentino de Fórmula Renault, mientras que en el TC 2000 alcanzaría el subcampeonato, logrando de esta forma dos títulos de importancia en un mismo año. Tras haber obtenido en 2014 el título de la Fórmula Renault Argentina y el subcampeonato del TC 2000, en 2014 asciende al Súper TC 2000, donde sería contratado por el equipo Peugeot Lo Jack Team, con el cual debuta al comando de un Peugeot 408. Durante su paso por este campeonato, colaboró firmemente con la obtención de los títulos de marcas, equipos y pilotos, ayudando en este último rubro a su compañero de equipo Néstor Girolami.
A pesar de este resultado, la división deportiva de la marca francesa decide redireccionarlo, haciéndolo pasar a competir en la Clase 3 del Turismo Nacional, donde debutó con un Peugeot 308. Por otra parte, surgiría la posibilidad de hacer nuevamente dos categorías en el año, al presentarse la oportunidad de competir en TC Mouras. Tal oportunidad se concreta al debutar en la segunda fecha con el equipo Dole Racing. Con esta unidad, Santero se alzaría con tres triunfos y subiría cinco veces más al podio, conquistando finalmente el campeonato de la divisional y sumando una corona más a su palmarés personal.
Así obtuvo el ascenso al TC Pista, para 2016. Al mismo tiempo, fue invitado por el piloto Mauricio Lambiris a competir en la competencia de los 500 km de Olavarría, propiciando al mismo tiempo su debut en el Turismo Carretera con un Torino Cherokee.
Tras su paso por el TC Pista, ascendió al TC en 2017, donde al comando de un Torino Cherokee del Coiro Dole Racing arrancó la temporada conquistando la victoria el 19 de febrero de 2017 en el Autódromo Ciudad de Viedma, siendo esta su segunda carrera dentro de esta divisional. De esta manera ingresó al historial de pilotos ganadores del Turismo Carretera, como su miembro número 209.
En 2018 ingresó a Toyota Gazoo Racing Argentina, así como retornó al Súper TC 2000. Al año siguiente, centró su campaña en este campeonato y en el de TN. Corrió una carrera de TC con el Ford de Emanuel Moriatis, la cual ganó en pista pero luego fue sancionado por incumplir el reglamento deportivo especial de esa carrera.
En 2020, Santero compitió con apoyo de la filial nacional de Toyota en Turismo Nacional, dentro de la estructura Tito Bessone Toyota Team. Ganó dos carreras y fue subcampeón, detrás de José Manuel Urcera. Ese año ganó por primera vez una carrera de Súper TC 2000 y, por otro lado, finalizó en el cuarto puesto del campeonato de TC.

## Resumen de carrera
| Temporada | Categoría                             | Equipo                          | Carreras     | Victorias    | Poles        | VR           | Podios       | Puntos       | Pos.         |
| --------- | ------------------------------------- | ------------------------------- | ------------ | ------------ | ------------ | ------------ | ------------ | ------------ | ------------ |
| 2008      | Fórmula 3 Chilena                     | s/d                             | s/d          | s/d          | s/d          | s/d          | s/d          | s/d          | s/d          |
| 2009      | Fórmula Renault Plus                  | s/d                             | s/d          | s/d          | s/d          | s/d          | s/d          | s/d          | s/d          |
| 2010      | Fórmula Renault Plus                  | s/d                             | s/d          | s/d          | s/d          | s/d          | s/d          | s/d          | 1.º          |
| 2011      | Fórmula Renault Argentina             | Castro Racing                   | 12           | 1            | 0            | 0            | 3            | 97           | 5.º          |
| 2012      | Fórmula Renault Argentina             | Castro Racing/ Werner Racing    | 12           | 4            | 3            | 2            | 5            | 135          | 2.º          |
| 2013      | Fórmula Renault Argentina             | Gabriel Werner Competición      | 13           | 11           | 11           | 9            | 13           | 234,5        | 1.º          |
| 2013      | TC2000                                | Viteli Competición              | 12           | 2            | 2            | 1            | 6            | 222          | 2.º          |
| 2014      | Súper TC2000                          | Peugeot Lo Jack Team            | 13           | 0            | 0            | 2            | 1            | 117,5        | 8.º          |
| 2014      | Top Race Series                       | Azar Motorsport                 | 2            | 0            | 0            | 0            | 0            | -            | -            |
| 2014      | Turismo Pista - Clase 3               | s/d                             | 2            | 0            | 0            | 0            | 0            | -            | -            |
| 2015      | Turismo Nacional - Clase 3            | Vittal G Racing Car             | 10           | 0            | 1            | 0            | 1            | 88           | 14.º         |
| 2015      | TC Mouras                             | Coiro Dole Racing               | 13           | 3            | 4            | 4            | 8            | 726          | 1.º          |
| 2016      | Turismo Carretera                     | Coiro Dole Racing               | 1            | 0            | 0            | 0            | 1            | -            | -            |
| 2016      | TC Mouras Torneo de pilotos invitados | Coiro Dole Racing               | 3            | 0            |              | 0            | 1            | 38,5         | 5.º          |
| 2016      | TC Pista                              | Coiro Dole Racing               | 16           | 2            | 1            | 3            | 3            | 451,5        | 8.º          |
| 2016      | Súper TC2000                          | Renault Sport                   | 1            | 0            | 0            | 0            | 0            | -            | -            |
| 2016      | Turismo Nacional - Clase 3            | Team Peugeot Total Argentina    | 9            | 0            | 0            | 0            | 0            | 78           | 25.º         |
| 2017      | Turismo Carretera                     | Dole Racing                     | 14           | 2            | 1            | 0            | 2            | 273          | 22.º         |
| 2017      | Súper TC2000                          | Renault Sport                   | 1            | 0            | 0            | 0            | 0            | -            | -            |
| 2017      | Turismo Nacional - Clase 3            | GC Competición                  | 11           | 1            | 2            | 2            | 2            | 128          | 12.º         |
| 2017      | TC Mouras Torneo de pilotos invitados | Coiro Dole Racing               | 4            | 0            | 0            | 1            | 1            | 56,5         | 3.º          |
| 2018      | Turismo Carretera                     | Dole Racing                     | 15           | 1            | 1            | 0            | 1            | 347,25       | 10.º         |
| 2018      | Súper TC2000                          | Toyota Gazoo Racing Argentina   | 14           | 0            | 0            | 1            | 2            | 102          | 8.º          |
| 2018      | Turismo Nacional - Clase 3            | GC Competición                  | 11           | 1            | 0            | 1            | 4            | 207,5        | 5.º          |
| 2018      | Porsche GT3 Cup Trophy Argentina      | s/d                             | 2            | 1            | 1            | 1            | 2            | 54           | 7.º          |
| 2018      | TC Mouras Torneo de pilotos invitados | Satriano Sport                  | 1            | 0            | 0            | 0            | 0            | 6,5          | 50.º         |
| 2019      | Turismo Carretera                     | Moriatis Competición            | 1            | 0            | 0            | 0            | 0            | 14           | 51.º         |
| 2019      | Súper TC2000                          | Toyota Gazoo Racing YPF Infinia | 13           | 0            | 0            | 2            | 5            | 121          | 4.º          |
| 2019      | Turismo Nacional - Clase 3            | GC Competición                  | 11           | 1            | 0            | 2            | 2            | 175          | 6.º          |
| 2020      | Turismo Carretera                     | Alifraco Sport                  | 11           | 1            | 2            | 2            | 2            | 317,5        | 4.º          |
| 2020      | Súper TC2000                          | Toyota Gazoo Racing YPF Infinia | 17           | 1            | 4            | 1            | 6            | 107 (115)    | 3.º          |
| 2020      | Turismo Nacional - Clase 3            | Toyota Gazoo Racing Argentina   | 8            | 2            | 2            | 1            | 3            | 191          | 2.º          |
| 2021      | Turismo Carretera                     | Memo Corse by Alifraco          | 14           | 1            | 2            | 2            | 1            | 281.5        | 17.º         |
| 2021      | Súper TC2000                          | Toyota Gazoo Racing YPF Infinia | 22           | 2            | 2            | 0            | 8            | 169          | 3.º          |
| 2021      | Turismo Nacional - Clase 3            | Toyota Gazoo Racing Argentina   | 11           | 1            | 2            | 1            | 5            | 326          | 1.º          |
| 2021      | Michelin Pilot Challenge - GS         | TGR Riley Motorsports           | 1            | 0            | 0            | 0            | 0            | 240          | 46.º         |
| 2022      | Turismo Carretera                     | Alifraco Sport                  | 15           | 0            | 0            | 0            | 0            | 306          | 13.º         |
| 2022      | TC2000                                | Toyota Gazoo Racing YPF Infinia | 22           | 4            | 0            | 1            | 11           | 279          | 2.º          |
| 2022      | Turismo Nacional - Clase 3            | Toyota Gazoo Racing Argentina   | 13           | 1            | 1            | 1            | 2            | 169.5        | 10.º         |
| 2022      | Stock Car Pro Series                  | Full Time Sports                | 2            | 0            | 0            | 0            | 0            | 19           | 33.º         |
| 2022      | Superturismo Uruguayo                 | AYAX Toyota                     | ?            | ?            | ?            | ?            | ?            | ?            | ?            |
| 2022      | Michelin Pilot Challenge - GS         | TGR Riley Motorsports           | 1            | 0            | 0            | 0            | 0            | 180          | 55.º         |
| 2023      | Turismo Carretera                     | LCA Racing                      | 15           | 2            | 0            | 3            | 6            | 448          | 2.º          |
| 2023      | TC2000                                | Toyota Gazoo Racing YPF Infinia | 19           | 2            | 0            | 2            | 9            | 263          | 2.º          |
| 2023      | Turismo Nacional - Clase 3            | Toyota Gazoo Racing Argentina   | 11           | 1            | 0            | 0            | 1            | 263.5        | 3.º          |
| 2023      | Michelin Pilot Challenge - GS         | TGR Ave Motorsports             | 1            | 0            | 0            | 0            | 0            | 190          | 53.º         |
| 2024      | Turismo Carretera                     | LCA Racing                      | 14           | 2            | 1            | 1            | 7            | 484          | 1.º          |
| 2024      | Turismo Nacional - Clase 3            | GR Competición                  | 6            | 1            | 1            | 1            | 2            | 127          | 18º          |
| 2024      | Michelin Pilot Challenge - TCR        | Victor Gonzalez Racing Team     | 1            | 0            | 0            | 0            | 0            | 200          | 29.º         |
| 2025      | Turismo Carretera                     | FISPA Corse                     | Disputándose | Disputándose | Disputándose | Disputándose | Disputándose | Disputándose | Disputándose |
| 2025      | Turismo Nacional - Clase 3            | GR Competición                  | Disputándose | Disputándose | Disputándose | Disputándose | Disputándose | Disputándose | Disputándose |
| Fuente:   |                                       |                                 |              |              |              |              |              |              |              |

## Resultados

### TC 2000
| Año  | Equipo              | Auto              | 1  | 2    | 3   | 4  | 5  | 6   | 7   | 8   | 9   | 10  | 11    | 12  | Res. | Puntos |
| ---- | ------------------- | ----------------- | -- | ---- | --- | -- | -- | --- | --- | --- | --- | --- | ----- | --- | ---- | ------ |
| 2013 |                     |                   | RC | BA I | RAF | AG | LP | CON | OLA | ROS | SJO | JUN | BA II | PDF | 2.º  | 222    |
| 2013 | Vitelli Competición | Renault Mégane II | 2  | 3    | 1   | 4  | 1  | 3   | 9†  | 5   | 5   | 5   | 6     | 2   | 2.º  | 222    |

### Súper TC 2000
| Año  | Equipo                          | Auto               | 1    | 2    | 3     | 4     | 5    | 6    | 7     | 8     | 9      | 10     | 11    | 12    | 13    | 14    | 15    | 16  | 17   | 18   | 19    | 20    | 21    | 22   | Res. | Puntos    |
| ---- | ------------------------------- | ------------------ | ---- | ---- | ----- | ----- | ---- | ---- | ----- | ----- | ------ | ------ | ----- | ----- | ----- | ----- | ----- | --- | ---- | ---- | ----- | ----- | ----- | ---- | ---- | --------- |
| 2014 |                                 |                    | RAF  | VIE  | AG    | ROS   | TOA  | BA   | RES   | SFE   | SFE    | SJU    | TRH   | COD   | PDF   |       |       |     |      |      |       |       |       |      | 8.º  | 117,5     |
| 2014 | Peugeot Lo Jack Team            | Peugeot 408 I      | 3    | 7    | Ret   | 6     | 18†  | 7    | 7     | 4     | 7      | 7      | 14    | 4     | 15    |       |       |     |      |      |       |       |       |      | 8.º  | 117,5     |
| 2016 |                                 |                    | TRE  | ROS  | SMM   | AG I  | TRH  | OBE  | BA    | SFE   | SFE    | TOA    | SJU   | GR    | GR    | AG II |       |     |      |      |       |       |       |      | -    | -         |
| 2016 | Renault Sport                   | Renault Fluence    |      |      |       |       |      |      | 9     |       |        |        |       |       |       |       |       |     |      |      |       |       |       |      | -    | -         |
| 2017 |                                 |                    | BA I | PDF  | SMM   | ROS   | ROS  | TRH  | RAF   | OBE   | SFE    | SFE    | BA II | SJU   | GR    | AG    |       |     |      |      |       |       |       |      | -    | -         |
| 2017 | Renault Sport                   | Renault Fluence    |      |      |       |       |      |      |       |       |        |        | 9     |       |       |       |       |     |      |      |       |       |       |      | -    | -         |
| 2018 |                                 |                    | BA I | ROS  | ROS   | SMM   | PDF  | RAF  | SJU   | OBE   | SFE    | SFE    | TRH   | SNI   | BA II | AG    |       |     |      |      |       |       |       |      | 8.º  | 102       |
| 2018 | Toyota Gazoo Racing Argentina   | Toyota Corolla XI  | 8    | 8    | 5     | Ret   | 3    | 12   | 9     | 10    | 7      | Ret    | 7     | 13    | 3     | 17†   |       |     |      |      |       |       |       |      | 8.º  | 102       |
| 2019 |                                 |                    | AG   | GR   | VIL   | ROS   | PAR  | SAL  | SNI   | SJU   | SMM    | SMM    | BA    | RC    | CEN   |       |       |     |      |      |       |       |       |      | 4.º  | 121       |
| 2019 | Toyota Gazoo Racing YPF Infinia | Toyota Corolla XI  | 3    | 5    | 2     | 10    | 4    | 2    | 2     | Ret   | 13     | 6      | 4     | 6     | 3     |       |       |     |      |      |       |       |       |      | 4.º  | 121       |
| 2020 |                                 |                    | BA I | BA I | BA II | BA II | AG I | AG I | AG II | AG II | BA III | BA III | BA IV | BA IV | RC    | RC    | PAR   | PAR | BA V | BA V | BA VI |       |       |      | 3.º  | 107 (115) |
| 2020 | Toyota Gazoo Racing YPF Infinia | Toyota Corolla XII | 5    | 3    |       |       | 3    | 3    | 2     | Ret   | 5      | 4      | Ret   | 1     | 5     | 9     | 7     | 14† | 11   | 6    | 2     |       |       |      | 3.º  | 107 (115) |
| 2021 |                                 |                    | BA I | BA I | BA II | BA II | AG   | AG   | SNI   | SNI   | BA III | BA III | PAR   | PAR   | TOA   | TOA   | BA IV | VIL | VIL  | ROS  | ROS   | AG II | AG II | BA V | 3.º  | 169 (175) |
| 2021 | Toyota Gazoo Racing YPF Infinia | Toyota Corolla XII | 3    | 3    | 4     | 3     | 17   | 8    | 5     | 5     | 7      | 4      | 1     | 2     | 7     | 4     | 8     | 5   | 2    | 6    | 2     | 11    | 6     | 1    | 3.º  | 169 (175) |

### TC Mouras
| Año  | Equipo      | Automóvil       | Fechas | Fechas | Fechas | Fechas | Fechas | Fechas | Fechas | Fechas | Fechas | Fechas | Fechas | Fechas | Fechas | Fechas | Posición final      |
| ---- | ----------- | --------------- | ------ | ------ | ------ | ------ | ------ | ------ | ------ | ------ | ------ | ------ | ------ | ------ | ------ | ------ | ------------------- |
| 2015 | Dole Racing | Chevrolet Chevy | 01     | 02     | 03     | 04     | 05     | 06     | 07     | 08     | 09     | 10     | 11     | 12     | 13     | 14     | 1.º (726.00 puntos) |
| 2015 | Dole Racing | Chevrolet Chevy | -      | 2.º    | 5.º    | 16     | 1.º    | 27     | 14     | 1.º    | 1.º    | 3.º    | 3.º    | 3.º    | 5.º    | 2.º    | 1.º (726.00 puntos) |

## Palmarés
| Título     | Categoría                 | Modelo             | Año  |
| ---------- | ------------------------- | ------------------ | ---- |
| Campeón    | Fórmula Renault Plus      | Crespi-K4M Renault | 2010 |
| Subcampeón | Fórmula Renault Argentina | Tito-F4A Renault   | 2012 |
| Campeón    | Fórmula Renault Argentina | Tito-F4A Renault   | 2013 |
| Subcampeón | TC 2000                   | Renault Mégane II  | 2013 |
| Campeón    | TC Mouras                 | Chevrolet Chevy    | 2015 |
| Campeón    | Turismo Nacional          | Toyota Corolla     | 2021 |
| Campeón    | Turismo Carretera         | Ford Mustang       | 2024 |